# Aletris farinosa
Espèce
Classification APG III (2009)
Aletris farinosa est une espèce de plantes de la famille des liliacées, selon la classification classique, des Narthéciacées, selon la classification phylogénétique.